# Copper Hill (Arizona)
Copper Hill es un lugar designado por el censo ubicado en el condado de Gila en el estado estadounidense de Arizona. En el Censo de 2010 tenía una población de 108 habitantes y una densidad poblacional de 5,67 personas por km².

## Geografía
Copper Hill se encuentra ubicado en las coordenadas 33°26′00″N 110°44′55″O / 33.43333, -110.74861. Según la Oficina del Censo de los Estados Unidos, Copper Hill tiene una superficie total de 19.03 km², de la cual 19.03 km² corresponden a tierra firme y (0.01%) 0 km² es agua.

## Demografía
Según el censo de 2010, había 108 personas residiendo en Copper Hill. La densidad de población era de 5,67 hab./km². De los 108 habitantes, Copper Hill estaba compuesto por el 98.15% blancos, el 0% eran afroamericanos, el 0% eran amerindios, el 0% eran asiáticos, el 0% eran isleños del Pacífico, el 1.85% eran de otras razas y el 0% pertenecían a dos o más razas. Del total de la población el 14.81% eran hispanos o latinos de cualquier raza.